# Presidentvalet i Ryssland 2012
Presidentvalet i Ryssland 2012 hölls den 4 mars 2012.
Vladimir Putin blev vald till president med cirka 64 procent av rösterna, mot 17 procent för närmaste konkurrenten Gennadij Ziuganov. Prochorov fick omkring 8 procent av rösterna, Zjirinovskij 6 procent och Mironov 4 procent.
Den 30 juni 2011 sade premiärminister Vladimir Putin att valkampanjen 2012 skulle vara "smutsig", då han talade vid en regional konferens inför sitt parti Enade Ryssland.
På Enade Rysslands kongress i Moskva den 24 september 2011 föreslog Rysslands president Dmitrij Medvedev att hans tidigare mentor skulle ställa upp som presidentkandidat inför valet 2012, ett erbjudande som Putin accepterade. Putin meddelade omedelbart inför kongressen att han ser Medvedev som Rysslands nästa premiärminister, och bjöd in Medvedev till att bli Rysslands premiärminister efter att hans presidentmandat tagit slut.
Alla oberoende kandidater var tvungna att registrera sig senast den 15 december och kandidater nominerade av partier var tvungna att registrera sig senast den 18 januari 2012. Kandidatlistan offentliggjordes den 29 januari. 
Den 2 mars 2012 bjöd Medvedev in Rysslands befolkning att rösta i valet, som hölls den 4 mars. Mandatperioden är från och med 2012 förlängd från 4 år till 6 år.

## Resultat
| Kandidater            | Nominerande parti                       | Röster     | Andel   |
| --------------------- | --------------------------------------- | ---------- | ------- |
| Vladimir Putin        | Enade Ryssland                          | 45 602 075 | 63,60 % |
| Gennadij Ziuganov     | Ryska federationens kommunistiska parti | 12 318 353 | 17,18 % |
| Michail Prochorov     | Partilös                                | 5 722 508  | 7,98 %  |
| Vladimir Zjirinovskij | Rysslands liberaldemokratiska parti     | 4 458 103  | 6,22 %  |
| Sergej Mironov        | Rättvisa Ryssland                       | 2 763 935  | 3,85 %  |
| Ogiltiga röster       | Ogiltiga röster                         | 836 691    | 1,17 %  |
| SUMMA                 | SUMMA                                   | 71 701 665 | 100 %   |

## Kandidater
Följande är personer som har lämnat dokument som krävs för att officiellt bli registrerad som presidentkandidat till den ryska centrala valmyndigheten (Tsentralnaja izbiratelnaja komissija Rossijskoj federatsii).

### Registrerade kandidater
Följande kandidater har registrerats av ryska valmyndigheten:
- Vladimir Putin, nominerad av Enade Ryssland
- Gennadij Ziuganov, nominerad av Ryska federationens kommunistiska parti
- Sergej Mironov, nominerad av Rättvisa Ryssland
- Vladimir Zjirinovskij, nominerad av Rysslands liberaldemokratiska parti
- Michail Prochorov, oberoende.[5]

### Avslagen kandidatur
Följande personer har inte tillåtits av ryska valmyndigheten.
| Namn                | Politiskt parti | Yrke                                                                          | Anledning till avslagen kandidatur |
| ------------------- | --------------- | ----------------------------------------------------------------------------- | --- |
| Grigorij Javlinskij | Jabloko         | Politiker, ekonom                                                             | Avslagen på grund av det höga antalet ogiltiga namnunderskrifter han presenterade.                                                                |
| Eduard Limonov      | Oberoende       | Författare, ledare för det oregistrerade partiet Det andra Ryssland           | Registrering begärd från en grupp väljare. |
| Leonid Ivasjov      | Oberoende       | Överste general i Reserven, ordförande i Akademin för Geopolitiska frågor     | Registreringsbegäran från en grupp av väljare avslogs eftersom han inte informerade valmyndigheten om att han hållit ett möte vid samma tidpunkt. |
| Dmitrij Mezentsev   | Oberoende       | Irkutsk oblasts guvernör                                                      | Avslagen på grund av den höga mängden av ogiltiga namnunderskrifter han presenterade.                                                             |
| Nikolaj Levasjov    | Oberoende       | Författare                                                                    | Vid tiden för registreringsansökan hade han bott i Ryssland mindre än tio år.                                                                     |
| Boris Mironov       | Oberoende       | Författade, tidigare ledare för Nationella självständighetspartiet.           | Registreringsansökan blev avslagen på grund av att kandidaten nyligen dömts efter att ha skrivit extremistiska texter.                            |
| Svetlana Peunova    | Oberoende       | Ledare för det oregistrerade partiet Volja                                    | Avslagen kandidatur på grund av bristen på namnunderskrifter för att upprätthålla sin kampanj (243 245 underteckningar, det behövs 2 miljoner).   |
| Viktor Tjerepkov    | Oberoende       | Ledare för det oregistrerade partiet Frihet och suveränitet                   | Presenterade inga namnunderskrifter. |
| Rinat Chamiev       | Oberoende       | Ledare för Ordföranden folkets patriotiska union i Orenburg, VD för Zorro LLC | Presenterade inga namnunderskrifter. |
| Dmitrij Berdnikov   | Oberoende       | Ledare för gruppen "Mot Kriminalitet och laglöshet"                           | Lämnade in ansökan om inrättandet av en valkampanj, men hoppade senare av registreringsprocessen.                                                 |
| Lidija Bednaja      | Oberoende       | Okänt                                                                         | Avvisad av valmyndigheten eftersom hon inte kunde tillhandahålla nödvändig dokumentation.                                                         |

## Opinionsundersökningar
| Kandidater                         | 24 december 2011 | 24–25 december 2011 | 7 januari 2012 | 14 januari 2012 | 14–15 januari 2012  | 21–22 januari 2012 | 21 januari 2012 | 28 januari 2012 | 12 februari 2012 |
| ---------------------------------- | ---------------- | ------------------- | -------------- | --------------- | ------------------- | ------------------ | --------------- | --------------- | ---------------- |
| Vladimir Putin                     | 45 %             | 44 %                | 48 %           | 52 %            | 45 %                | 26 %               | 49 %            | 52 %            | 55 %             |
| Michail Prochorov                  | 4 %              | 4 %                 | 3 %            | 2 %             | 3 %                 | 21 %               | 4 %             | 4 %             | 6 %              |
| Gennadij Ziuganov                  | 10 %             | 12 %                | 10 %           | 11 %            | 11 %                | 12 %               | 11 %            | 8 %             | 9 %              |
| Vladimir Zjirinovskij              | 8 %              | 11 %                | 9 %            | 9 %             | 10 %                | 8 %                | 9 %             | 8 %             | 8 %              |
| Sergej Mironov                     | 5 %              | 4 %                 | 5 %            | 4 %             | 3 %                 | 4 %                | 6 %             | 4 %             | 5 %              |
| Grigorij Javlinskij                | 2 %              | 2 %                 | 2 %            | 1 %             | 1 %                 | 6 %                |                 |                 |                  |
| Dmitrij Mezentsev                  | —                | —                   | 0 %            | 0 %             | —                   | 0 %                |                 |                 |                  |
| Annan                              | —                | 2 %                 | —              | 0 %             | 1 %                 | –                  |                 |                 |                  |
| Tänker inte rösta                  | 10 %             | 9 %                 | 9 %            | 10 %            | 10 %                | 11 %               | 9 %             | 11 %            | 9 %              |
| Planerar att förstöra omröstningen | —                | 1 %                 | —              | —               | 1 %                 | —                  |                 |                 |                  |
| Vet inte                           | 12 %             | 12 %                | 10 %           | 9 %             | 13 %                | 12 %               | 9 %             | 10 %            | 8 %              |
| Tillfrågade                        | 1 600            | 3 000               | 1 600          | 1 600           | 3 000               | 1 600              | 1 600           | 1 600           | 1 600            |
| Källor                             | VTSIOM           | Public Opinion Fund | VTSIOM         | VTSIOM          | Public Opinion Fund | Superjob           | VTSIOM          | VTSIOM          | VTSIOM           |